# Kandidatenturnier Berlin 2018

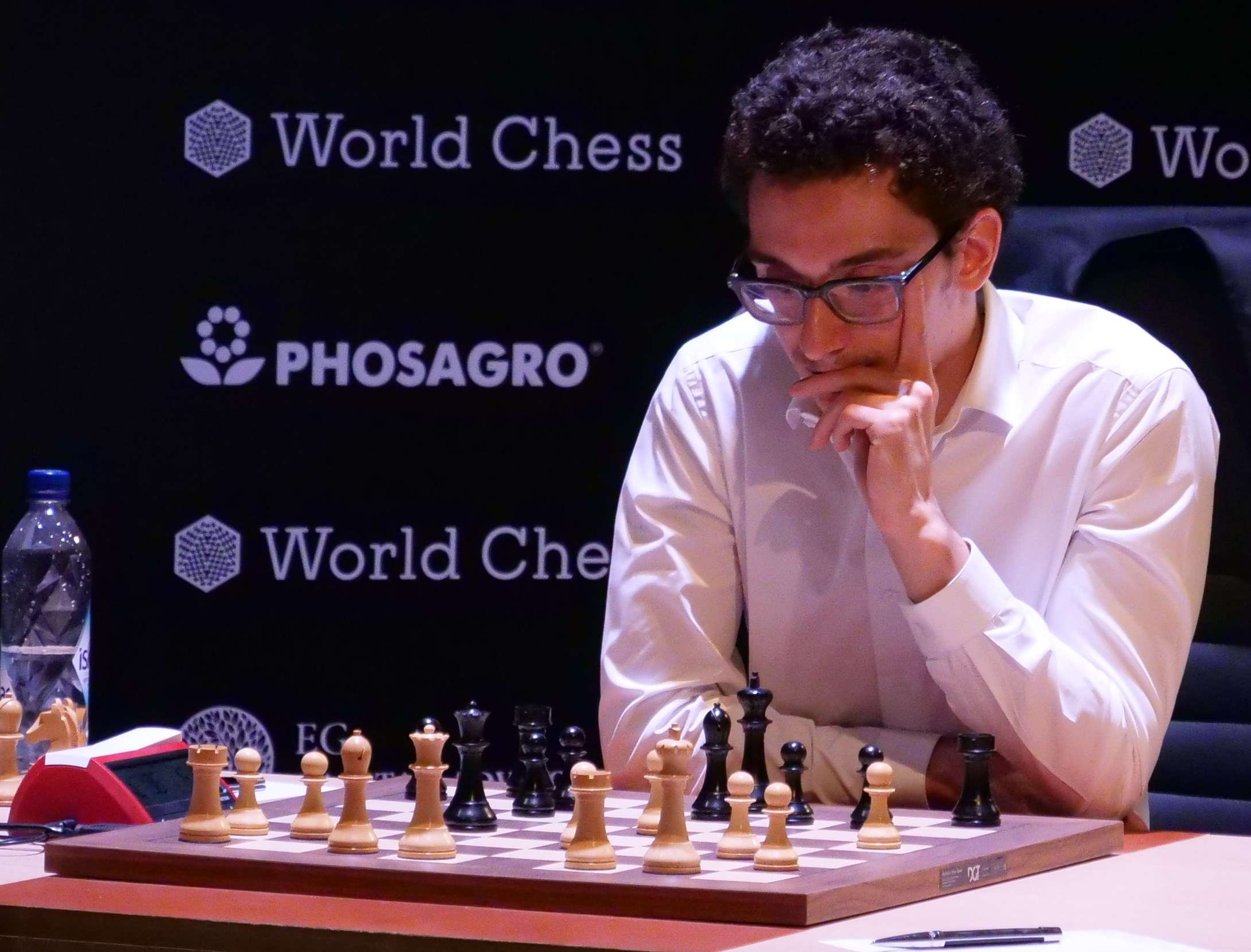
Turniersieger Caruana am 10. Spieltag in der Partie gegen Məmmədyarov

Das Kandidatenturnier 2018 wurde vom 10. bis 27. März 2018 in Berlin-Kreuzberg im „Kühlhaus Berlin“ ausgetragen, um den Herausforderer von Weltmeister Magnus Carlsen bei der Schachweltmeisterschaft 2018 zu ermitteln. Letztere fand vom 9. bis 28. November 2018 in London statt.
Für das vom Weltschachverband FIDE ausgerichtete Kandidatenturnier hatten sich acht Spieler der Weltspitze auf unterschiedliche Weise qualifiziert. Sieger des doppelrundigen Turniers und damit der kommende Herausforderer wurde der Amerikaner Fabiano Caruana mit 9 Punkten aus 14 Partien.

## Teilnehmer
Um das Recht, Weltmeister Carlsen in einem Zweikampf um den Titel herauszufordern, bewarben sich folgende acht Kandidaten:
| Spieler                | Qualifikationsweg | Elo-Zahl (Stand: März 2018) | Weltranglistenposition (Stand: März 2018) |
| ---------------------- | --- | --------------------------- | ----------------------------------------- |
| Sergei Karjakin        | 1) der Verlierer der Schachweltmeisterschaft 2016 | 2763                        | 13                                        |
| Lewon Aronjan          | 2) die beiden Bestplatzierten des Schach-Weltpokals 2017, die nicht schon nach 1) qualifiziert waren                                                                                                 | 2794                        | 05                                        |
| Ding Liren             | 2) die beiden Bestplatzierten des Schach-Weltpokals 2017, die nicht schon nach 1) qualifiziert waren                                                                                                 | 2769                        | 11                                        |
| Şəhriyar Məmmədyarov   | 3) die beiden Bestplatzierten des FIDE Grand Prix 2017, die nicht schon nach 1) oder 2) qualifiziert waren                                                                                           | 2809                        | 02                                        |
| Alexander Grischtschuk | 3) die beiden Bestplatzierten des FIDE Grand Prix 2017, die nicht schon nach 1) oder 2) qualifiziert waren                                                                                           | 2767                        | 12                                        |
| Wesley So              | 4) die beiden Spieler, die 2017 gemittelt die beste Elo-Zahl hatten und nicht schon nach 1), 2) oder 3) qualifiziert waren; sie mussten am Weltpokal 2017 oder am Grand Prix 2017 teilgenommen haben | 2799                        | 04                                        |
| Fabiano Caruana        | 4) die beiden Spieler, die 2017 gemittelt die beste Elo-Zahl hatten und nicht schon nach 1), 2) oder 3) qualifiziert waren; sie mussten am Weltpokal 2017 oder am Grand Prix 2017 teilgenommen haben | 2784                        | 08                                        |
| Wladimir Kramnik       | 5) vom Organisator nominierter Spieler mit Elo-Zahl von mindestens 2725 | 2800                        | 03                                        |

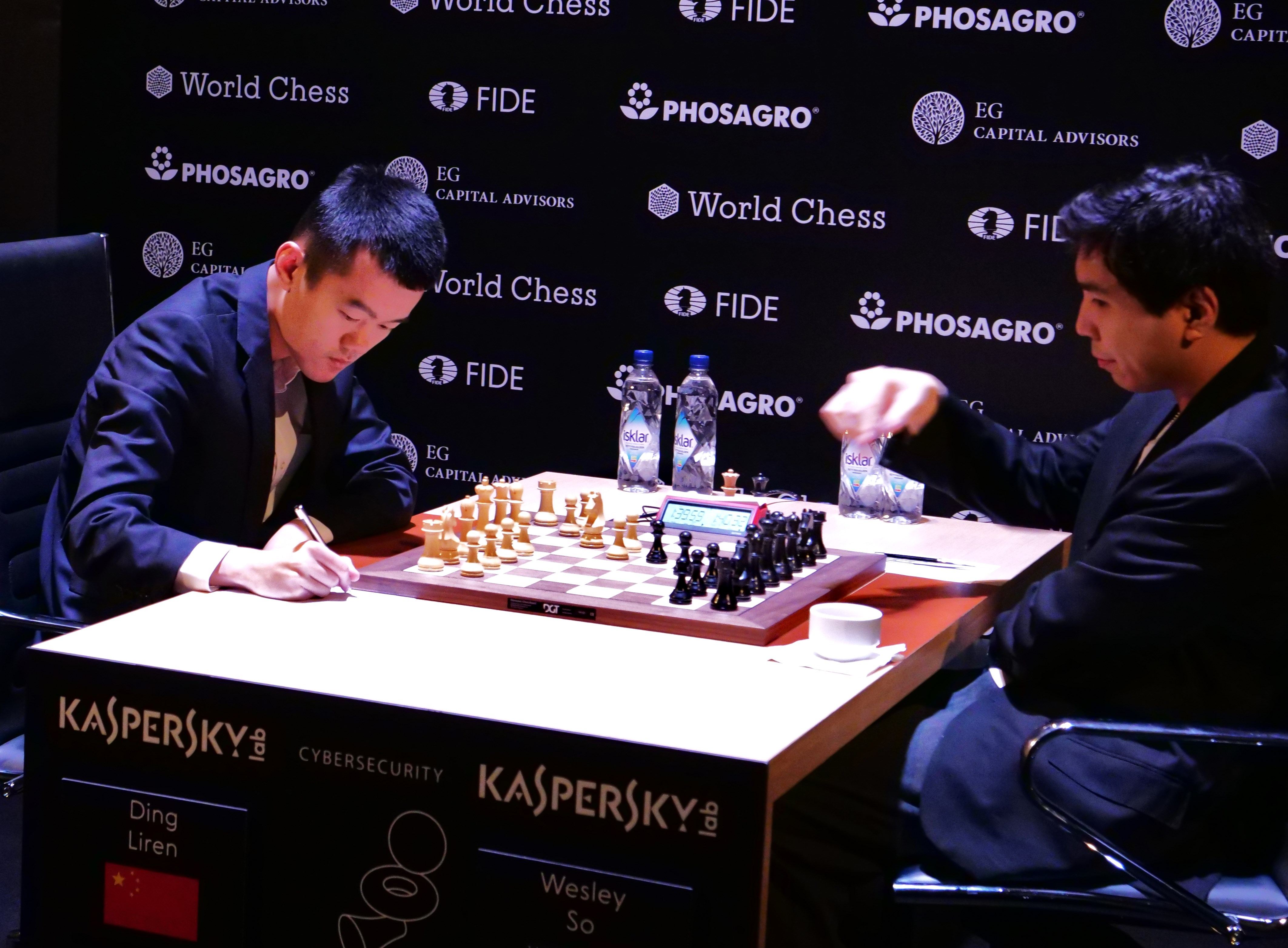
Die Debütanten Ding Liren (li.) und Wesley So in der 10. Runde auf dem Weg zum Remis – für Ding das zehnte in Folge

Im Falle der Qualifikation entweder des Weltmeisters oder eines bereits qualifizierten Kandidaten konnte der jeweils Nächstplatzierte nachrücken, unter Berücksichtigung von Sonderregeln bei einem Gleichstand. Für Ding und So war es die erste Teilnahme an einem Kandidatenturnier. Kramnik war zuvor bereits Weltmeister gewesen.
Hätten für das Kandidatenturnier feststehende Spieler nicht antreten können, wären zunächst der Nächstplatzierte im FIDE Grand Prix, Teymur Rəcəbov, anschließend die Spieler mit der höchsten durchschnittlichen Elo-Zahl im Jahr 2017 nachgerückt.

## Modus
Die Spieler bestritten ein doppeltes Rundenturnier. Die erste Runde begann am 10. März.
Für die Platzierung im Abschlussklassement waren maßgebend (bei Gleichstand jeweils das nachfolgende Kriterium):
1. die Zahl der erzielten Punkte,
2. der direkte Vergleich der punktgleichen Spieler,
3. die Anzahl der gewonnenen Partien,
4. die Feinwertung nach Sonneborn-Berger,
5. ein Stichkampf mit Schnellpartien.

Die Bedenkzeit betrug 100 Minuten für die ersten 40 Züge, 50 Minuten für die nächsten 20 Züge und 15 Minuten für den Rest der Partie sowie zusätzlich 30 Sekunden für jeden gespielten Zug (vom ersten Zug an).
Hauptschiedsrichter war Klaus Deventer aus Deutschland.

## Auftakt und Verlauf

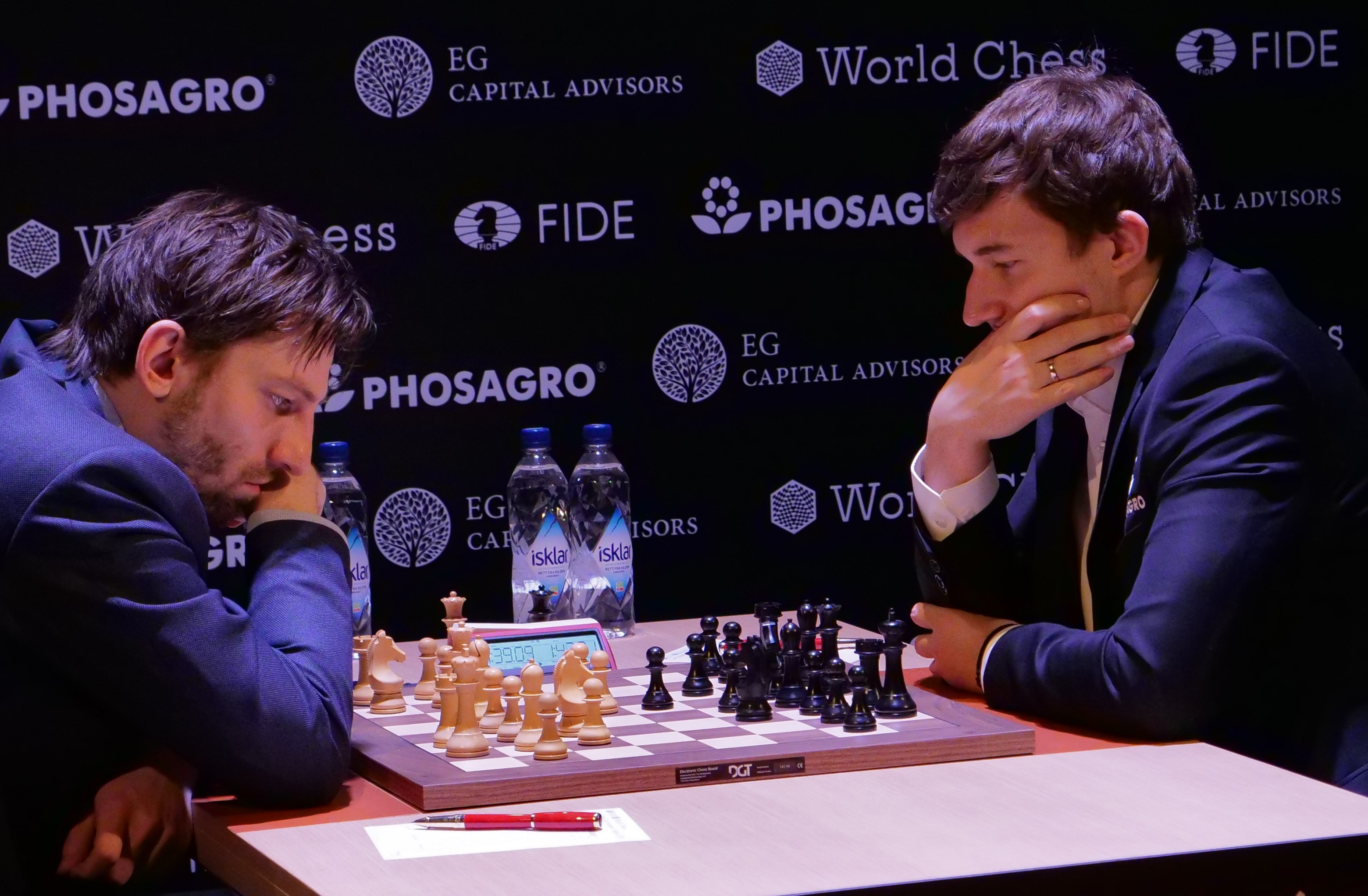
Alexander Grischtschuk (li.) und Sergei Karjakin verpassen es bei ihrem Remis in der 10. Runde je für sich, zu einem der beiden Führenden aufzuschließen.

Am 9. März 2018 wurde die Eröffnungszeremonie abgehalten. Am 27. März wurde die letzte der 14 Turnierrunden gespielt.
Die Paarungsliste aller 14 Runden war am 9. Februar 2018 vom Weltschachverband FIDE veröffentlicht worden. Bei der Reihenfolge der Paarungen wurde darauf geachtet, dass Landsleute möglichst frühzeitig aufeinander treffen. Damit wollte man dem Verdacht der Manipulation durch Ergebnisabsprachen entgegenwirken. Einen solchen Verdacht hatte Bobby Fischer beim Kandidatenturnier Curaçao 1962 gegen die sowjetischen Spieler erhoben. Infolge dieser Regelung trafen in der ersten Runde die beiden Russen Kramnik und Grischtschuk (1:0) ebenso aufeinander wie die beiden Amerikaner Caruana und So (1:0).

### Schilderung des Turniergeschehens
|   | a | b | c | d | e | f | g | h |   |
| 8 |   |   |   |   |   |   |   |   | 8 |
| 7 |   |   |   |   |   |   |   |   | 7 |
| 6 |   |   |   |   |   |   |   |   | 6 |
| 5 |   |   |   |   |   |   |   |   | 5 |
| 4 |   |   |   |   |   |   |   |   | 4 |
| 3 |   |   |   |   |   |   |   |   | 3 |
| 2 |   |   |   |   |   |   |   |   | 2 |
| 1 |   |   |   |   |   |   |   |   | 1 |
|   | a | b | c | d | e | f | g | h |   |

Aronjan gab auf. Ansonsten würde Kramnik auf außergewöhnliche Weise Matt setzen, nämlich mit zwei aufeinanderfolgenden Umwandlungen mit jeweils Doppelschach bzw. Matt: 28. Kh2 g1D++ 29. Kxg1 f2+ 30. Kg2 f1D#.

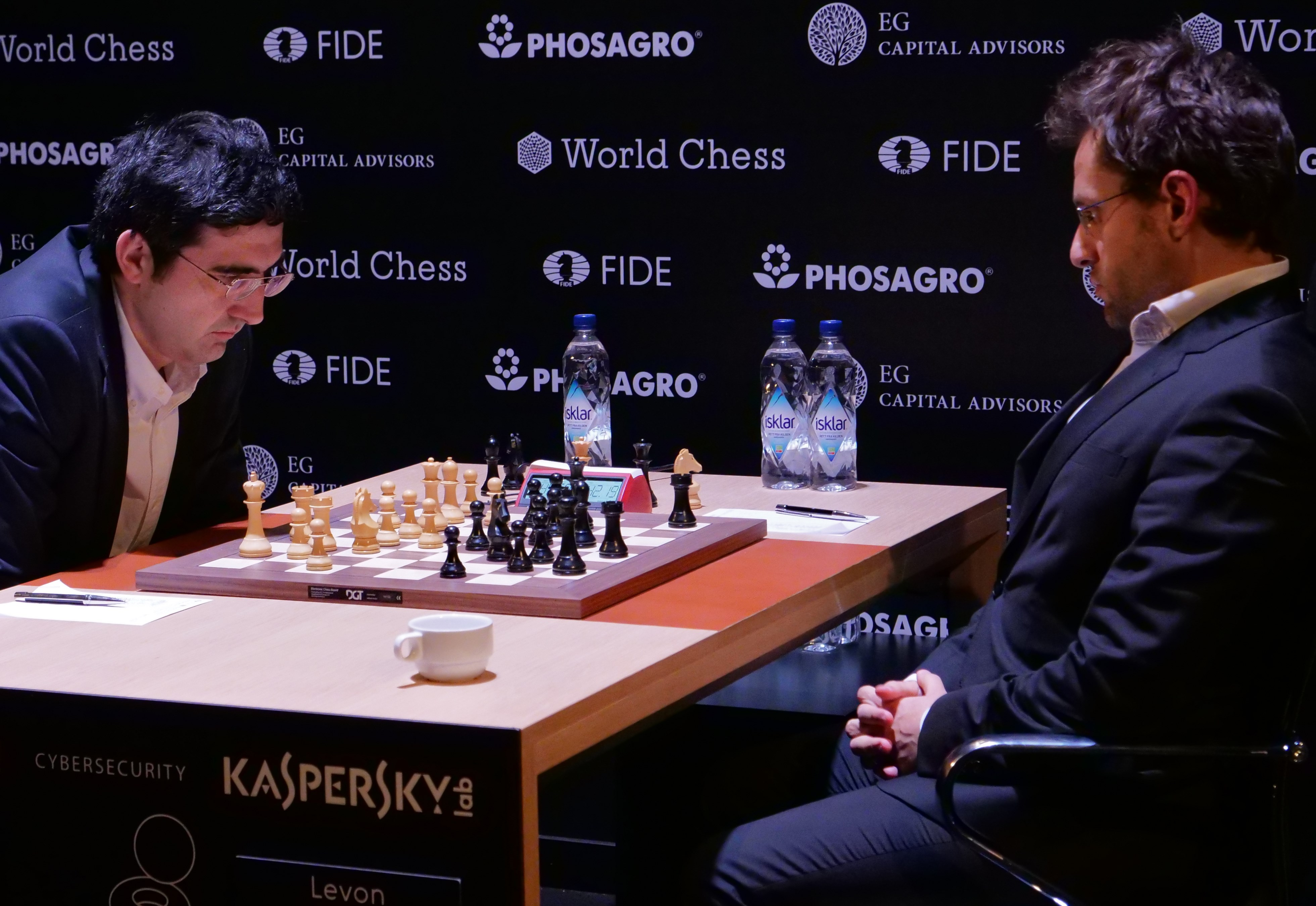
Wladimir Kramnik (li.) gewann mit den weißen Steinen in der 10. Runde auch das Rückspiel gegen Lewon Aronjan mit einem Angriff auf dem Königsflügel.

Wladimir Kramnik erwischte den besten Start und übernahm vor dem ersten Ruhetag mit zwei Siegen und einem Unentschieden in den ersten drei Partien die alleinige Führung. Dabei gelang ihm, so der Tagesspiegel, in der 3. Runde gegen Aronjan eine „unsterblich schöne Partie mit bizarrer Schlussstellung.“ (Siehe Abbildung). In der vierten Runde unterlag Kramnik als Anziehender jedoch nach wechselhaftem Partieverlauf Caruana, der damit seinerseits allein an die Spitze gelangte. Məmmədyarov schloss vor dem zweiten Ruhetag in der 6. Runde durch einen Sieg über Kramnik zu Caruana auf – beide nun mit einem Punkt Vorsprung vor der Konkurrenz, darunter Ding, der alle Partien der ersten Hälfte remisierte, und Karjakin, der Titelaspirant von 2016, zwischenzeitlich auf dem alleinigen letzten Platz.
In der letzten der sieben Hinrundenpartien landete Karjakin gegen So seinen ersten Sieg, während Caruana gegen Aronjan mit seinem insgesamt dritten Partiegewinn erneut allein in Führung ging. Auch in dieser Partie wurde aber deutlich, wie nahe beieinander das Leistungsvermögen der Großmeister-Weltelite in diesem Kandidatenturnier liegt: Der zu diesem Zeitpunkt bereits eineinhalb Punkte hinter der Spitze liegende Aronjan setzte Caruana mit Materialopfern schwer unter Druck, bevor er mit einem Fehlgriff alle Chancen einbüßte und schließlich aufgab.
In der achten Runde war Grischtschuk einziger Tagessieger – nach seinem 91. Zug in der Partie gegen Kramnik – und rückte damit auf den dritten Rang vor. Bei dem Remis zwischen So und Caruana in derselben Runde standen schließlich erstmals im Turnier nur die beiden Könige noch auf dem Brett, ein umso ungewöhnlicherer Anblick, als es zuvor auch Partien gegeben hatte, in denen das Unentschieden bereits vor dem 20. Zug vereinbart war (6. Runde: Ding – Karjakin; 7. Runde: Grischtschuk – Məmmədyarov). In der 9. Runde vor dem dritten Ruhetag siegte Karjakin als Einziger und verwies damit Kramnik bei 3,5 Punkten, die dieser nun mit So und Aronjan gemeinsam hatte, auf die hinteren Tabellenränge.
In der Spitzenpartie der 10. Runde wiederholte Caruana mit den schwarzen Steinen gegen Məmmədyarov das Remismotiv mit den Königen als letzten Figuren allein auf dem Brett, ein im Spitzenschach recht seltener Anblick. Einziger Tagessieger der 10. Runde war Kramnik. In seiner Partie gegen Aronjan entwickelte sich ein sehr scharfer Schlagabtausch mit unklaren Chancen auf beiden Seiten. „Das Brett stand in Flammen. Eine wilde Stellung, kurz vor dem Ende schien jede Figur von jeder bedroht, alles hing in der Luft.“ Im 36. Zug jedoch griff Aronjan fehl und ermöglichte durch seinen Damenzug ein entscheidendes Abzugsschach, das zu Matt oder mindestens Damenverlust geführt hätte, weshalb Aronjan aufgab. Der Kommentator Peter Swidler fand es bedauerlich, dass eine von beiden Seiten so gut geführte Partie auf diese traurige Weise verloren ging.
|   | a | b | c | d | e | f | g | h |   |
| 8 |   |   |   |   |   |   |   |   | 8 |
| 7 |   |   |   |   |   |   |   |   | 7 |
| 6 |   |   |   |   |   |   |   |   | 6 |
| 5 |   |   |   |   |   |   |   |   | 5 |
| 4 |   |   |   |   |   |   |   |   | 4 |
| 3 |   |   |   |   |   |   |   |   | 3 |
| 2 |   |   |   |   |   |   |   |   | 2 |
| 1 |   |   |   |   |   |   |   |   | 1 |
|   | a | b | c | d | e | f | g | h |   |

Ding hatte mit seinem Turm die Diagonale des Läufers verstellt, um seinen Bauern zur Dame umwandeln zu können. Aber Grischtschuk hielt remis mit 91. … Lxf6 92. Kxf6 Sd5+ 93. Kf7 Se3! 94. Kf6 Sd5+ 95. Kf7 Se3 96. g7 Sf5.
In der 11. Runde rückte Karjakin, der mit den schwarzen Steinen gegen Aronjan den einzigen Tagessieg schaffte, mit 6 Punkten in die vorderen Ränge auf, nur noch einen Punkt hinter Caruana und einen halben hinter Məmmədyarov, doch nun gleichauf mit Grischtschuk. Dieser wehrte als Nachziehender in einer siebenstündigen Partie, in der er neuerlich auf über 90 Züge kam, mit dem 96. Zug den Partieverlust gegen Ding ab (siehe Diagramm). Zwar hätte dieser noch die Umwandlung seines Freibauern in eine Dame vollziehen können, hätte sie aber per Springerschach und -gabel umgehend wieder verloren. Für Ding war es das elfte Remis in Folge, sodass bereits Vergleiche zu Anish Giri gezogen wurden, der beim Kandidatenturnier 2016 in 14 Partien 14 Mal remisiert hatte.
Eine gesteigerte Dramatik des Turnierverlaufs brachte die 12. Runde: In den beiden Spitzenpartien besiegten die Zurückliegenden ihre bisher vorn platzierten Konkurrenten. Zunächst errang Ding als Nachziehender nun doch seinen ersten Sieg, als er nach einer Bauernumwandlung auf a1 mit zwei schwarzen Damen auf dem Brett gegen Məmmədyarovs Mattangriff die Oberhand behielt. Karjakin fand gegen Caruana mit den weißen Steinen in der Russischen Partie ein exzellentes Qualitätsopfer, das ihm langfristige strategische Vorteile brachte und Schwarz keine Hoffnung auf Gegenspiel ließ. Beide Spieler gerieten in Zeitnot, doch behielt Karjakin einen kühlen Kopf, verbuchte schließlich den vierten Sieg und krönte damit seine Aufholjagd. Aufgrund des direkten Vergleichs übernahm er bei gleichem Punktestand vor Caruana sogar die Tabellenführung. Da Grischtschuk nach seinem Remis gegen Aronjan nun wie Ding und Məmmədyarov bei 6,5 Punkten lag, waren die fünf Erstplatzierten vor dem Ruhetag und den beiden Schlussrunden nur einen halben Punkt auseinander.
In der 13. und vorletzten Runde holte Caruana die Führung wieder zurück, indem er Aronjan auch im zweiten Aufeinandertreffen schlug. Məmmədyarov und Grischtschuk waren beide in der Situation, dass ihnen ein Remis für den Turniersieg vermutlich nicht reichen würde und spielten darum gegeneinander jeweils auf Sieg. Kurioserweise standen am Ende der Partie wieder drei Damen auf dem Brett, doch im Gegensatz zur Partie gegen Ding setzte sich Məmmədyarov gegen die beiden Damen von Grischtschuk mit einem Mattangriff durch. Damit wahrte er neben Caruana und Karjakin seine Chance auf den Gesamtsieg in der letzten Runde.
In dieser kam Ding mit Schwarz gegen Karjakin zu zwei Mehrbauern, doch die Festung, die Karjakin errichtet hatte, hielt stand. Auch Məmmədyarov kam in seiner letzten Partie gegen Kramnik nicht über ein Unentschieden hinaus. Dadurch stand Caruana schon vor dem Ende seiner Partie bei einem Remis als Gesamtsieger fest. Dennoch spielte er seine klar bessere Stellung gegen Grischtschuk bis zum Partiegewinn konzentriert zu Ende. So gewann er das Turnier mit einem ganzen Punkt Vorsprung und qualifizierte sich für den Weltmeisterschaftskampf gegen Magnus Carlsen.

### Einzelrundenergebnisse
| 1. Runde, 10. März 2018     |                             |     |
| Wladimir Kramnik            | Alexander Grischtschuk      | 1:0 |
| Sergei Karjakin             | Şəhriyar Məmmədyarov        | 0:1 |
| Lewon Aronjan               | Ding Liren                  | ½:½ |
| Fabiano Caruana             | Wesley So                   | 1:0 |
| 2. Runde, 11. März 2018     |                             |     |
| Alexander Grischtschuk (0)  | Wesley So (0)               | 1:0 |
| Ding Liren (½)              | Fabiano Caruana (1)         | ½:½ |
| Şəhriyar Məmmədyarov (1)    | Lewon Aronjan (½)           | ½:½ |
| Wladimir Kramnik (1)        | Sergei Karjakin (0)         | ½:½ |
| 3. Runde, 12. März 2018     |                             |     |
| Sergei Karjakin (½)         | Alexander Grischtschuk (1)  | ½:½ |
| Lewon Aronjan (1)           | Wladimir Kramnik (1½)       | 0:1 |
| Fabiano Caruana (1½)        | Şəhriyar Məmmədyarov (1½)   | ½:½ |
| Wesley So (0)               | Ding Liren (1)              | ½:½ |
| 4. Runde, 14. März 2018     |                             |     |
| Alexander Grischtschuk (1½) | Ding Liren (1½)             | ½:½ |
| Şəhriyar Məmmədyarov (2)    | Wesley So (½)               | ½:½ |
| Wladimir Kramnik (2½)       | Fabiano Caruana (2)         | 0:1 |
| Sergei Karjakin (1)         | Lewon Aronjan (1)           | 0:1 |
| 5. Runde, 15. März 2018     |                             |     |
| Lewon Aronjan (2)           | Alexander Grischtschuk (2)  | ½:½ |
| Fabiano Caruana (3)         | Sergei Karjakin (1)         | ½:½ |
| Wesley So (1)               | Wladimir Kramnik (2½)       | ½:½ |
| Ding Liren (2)              | Şəhriyar Məmmədyarov (2½)   | ½:½ |
| 6. Runde, 16. März 2018     |                             |     |
| Fabiano Caruana (3½)        | Alexander Grischtschuk (2½) | ½:½ |
| Wesley So (1½)              | Lewon Aronjan (2½)          | 1:0 |
| Ding Liren (2½)             | Sergei Karjakin (1½)        | ½:½ |
| Şəhriyar Məmmədyarov (3)    | Wladimir Kramnik (3)        | 1:0 |
| 7. Runde, 18. März 2018     |                             |     |
| Alexander Grischtschuk (3)  | Şəhriyar Məmmədyarov (4)    | ½:½ |
| Wladimir Kramnik (3)        | Ding Liren (3)              | ½:½ |
| Sergei Karjakin (2)         | Wesley So (2½)              | 1:0 |
| Lewon Aronjan (2½)          | Fabiano Caruana (4)         | 0:1 |

|  |

| 8. Runde, 19. März 2018     |                             |     |
| Alexander Grischtschuk (3½) | Wladimir Kramnik (3½)       | 1:0 |
| Şəhriyar Məmmədyarov (4½)   | Sergei Karjakin (3)         | ½:½ |
| Ding Liren (3½)             | Lewon Aronjan (2½)          | ½:½ |
| Wesley So (2½)              | Fabiano Caruana (5)         | ½:½ |
| 9. Runde, 20. März 2018     |                             |     |
| Wesley So (3)               | Alexander Grischtschuk (4½) | ½:½ |
| Fabiano Caruana (5½)        | Ding Liren (4)              | ½:½ |
| Lewon Aronjan (3)           | Şəhriyar Məmmədyarov (5)    | ½:½ |
| Sergei Karjakin (3½)        | Wladimir Kramnik (3½)       | 1:0 |
| 10. Runde, 22. März 2018    |                             |     |
| Alexander Grischtschuk (5)  | Sergei Karjakin (4½)        | ½:½ |
| Wladimir Kramnik (3½)       | Lewon Aronjan (3½)          | 1:0 |
| Şəhriyar Məmmədyarov (5½)   | Fabiano Caruana (6)         | ½:½ |
| Ding Liren (4½)             | Wesley So (3½)              | ½:½ |
| 11. Runde, 23. März 2018    |                             |     |
| Ding Liren (5)              | Alexander Grischtschuk (5½) | ½:½ |
| Wesley So (4)               | Şəhriyar Məmmədyarov (6)    | ½:½ |
| Fabiano Caruana (6½)        | Wladimir Kramnik (4½)       | ½:½ |
| Lewon Aronjan (3½)          | Sergei Karjakin (5)         | 0:1 |
| 12. Runde, 24. März 2018    |                             |     |
| Alexander Grischtschuk (6)  | Lewon Aronjan (3½)          | ½:½ |
| Sergei Karjakin (6)         | Fabiano Caruana (7)         | 1:0 |
| Wladimir Kramnik (5)        | Wesley So (4½)              | ½:½ |
| Şəhriyar Məmmədyarov (6½)   | Ding Liren (5½)             | 0:1 |
| 13. Runde, 26. März 2018    |                             |     |
| Şəhriyar Məmmədyarov (6½)   | Alexander Grischtschuk (6½) | 1:0 |
| Ding Liren (6½)             | Wladimir Kramnik (5½)       | ½:½ |
| Wesley So (5)               | Sergei Karjakin (7)         | ½:½ |
| Fabiano Caruana (7)         | Lewon Aronjan (4)           | 1:0 |
| 14. Runde, 27. März 2018    |                             |     |
| Alexander Grischtschuk (6½) | Fabiano Caruana (8)         | 0:1 |
| Lewon Aronjan (4)           | Wesley So (5½)              | ½:½ |
| Sergei Karjakin (7½)        | Ding Liren (7)              | ½:½ |
| Wladimir Kramnik (6)        | Şəhriyar Məmmədyarov (7½)   | ½:½ |

Von den insgesamt 56 Partien endeten 36 Remis, zwölfmal gewann Weiß und achtmal Schwarz. Weiß erzielte 30 von 56 Punkten (54 %), Schwarz 26 Punkte (46 %).

9 der 20 entschiedenen Partien wurden in der Rückrunde gespielt.

### Endstand
| Platz | Spieler                | Pkt | TB1 1) | TB2 2) |  | FC | ŞM | SK | DL | WK | AG | WS | LA |
| ----- | ---------------------- | --- | ------ | ------ |  | -- | -- | -- | -- | -- | -- | -- | -- |
| 1     | Fabiano Caruana        | 9   |        |        |  | —  | ½  | ½0 | ½  | ½1 | ½1 | 1½ | 1  |
| 2     | Şəhriyar Məmmədyarov   | 8   | 1½     |        |  | ½  | —  | ½1 | 0½ | 1½ | 1½ | ½  | ½  |
| 3     | Sergei Karjakin        | 8   | ½      |        |  | 1½ | 0½ | —  | ½  | 1½ | ½  | 1½ | 01 |
| 4     | Ding Liren             | 7½  |        |        |  | ½  | ½1 | ½  | —  | ½  | ½  | ½  | ½  |
| 5     | Wladimir Kramnik       | 6½  | 1      | 3      |  | 0½ | ½0 | ½0 | ½  | —  | 10 | ½  | 1  |
| 6     | Alexander Grischtschuk | 6½  | 1      | 2      |  | 0½ | ½0 | ½  | ½  | 10 | —  | 1½ | ½  |
| 7     | Wesley So              | 6   |        |        |  | ½0 | ½  | ½0 | ½  | ½  | ½0 | —  | 1½ |
| 8     | Lewon Aronjan          | 4½  |        |        |  | 0  | ½  | 01 | ½  | 0  | ½  | ½0 | —  |

## Kommentare zu Ausgang und Teilnehmerleistungen

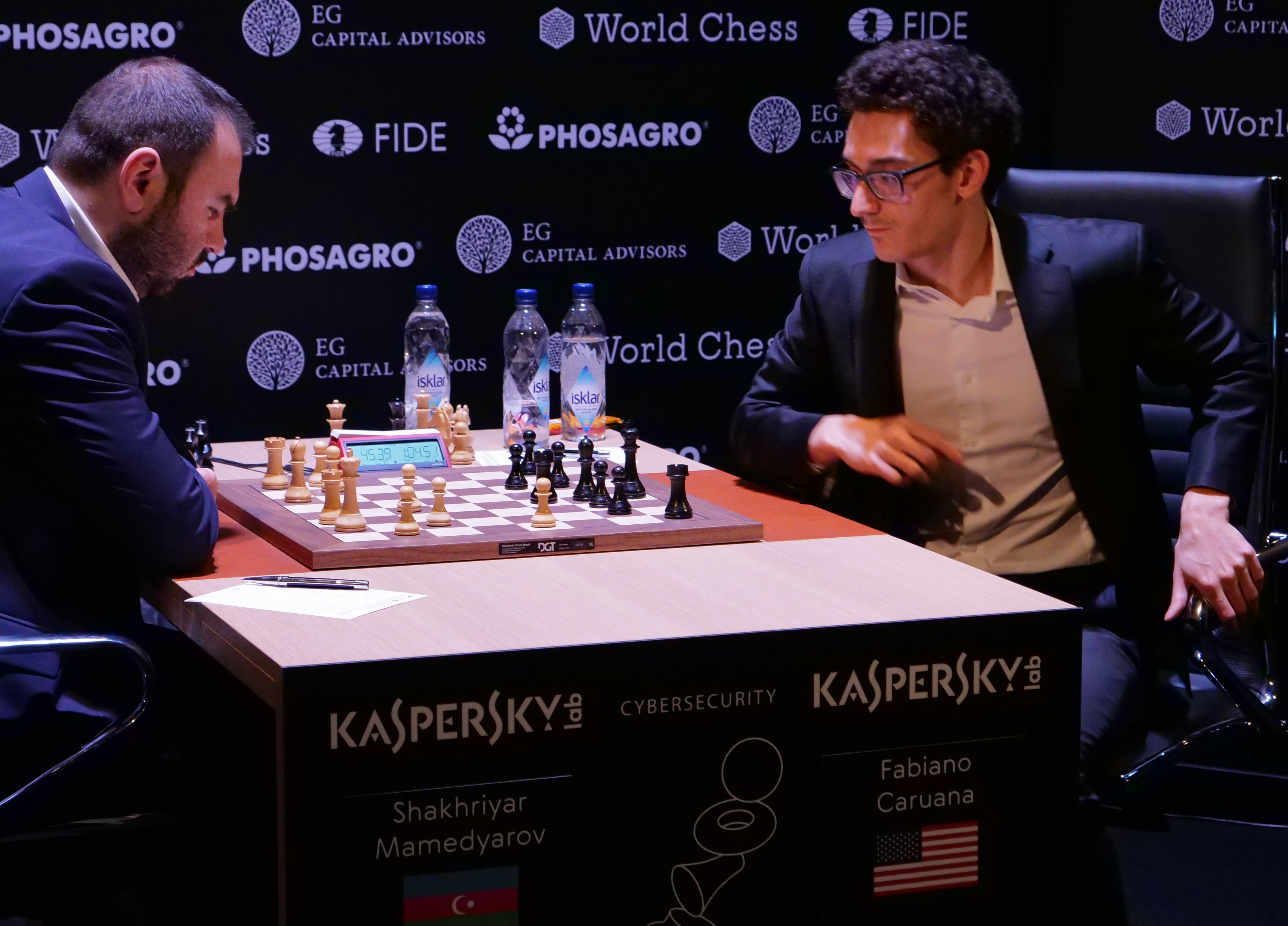
Beide Partien zwischen Caruana (rechts) und seinem hartnäckigsten Verfolger Məmmədyarov endeten Remis.

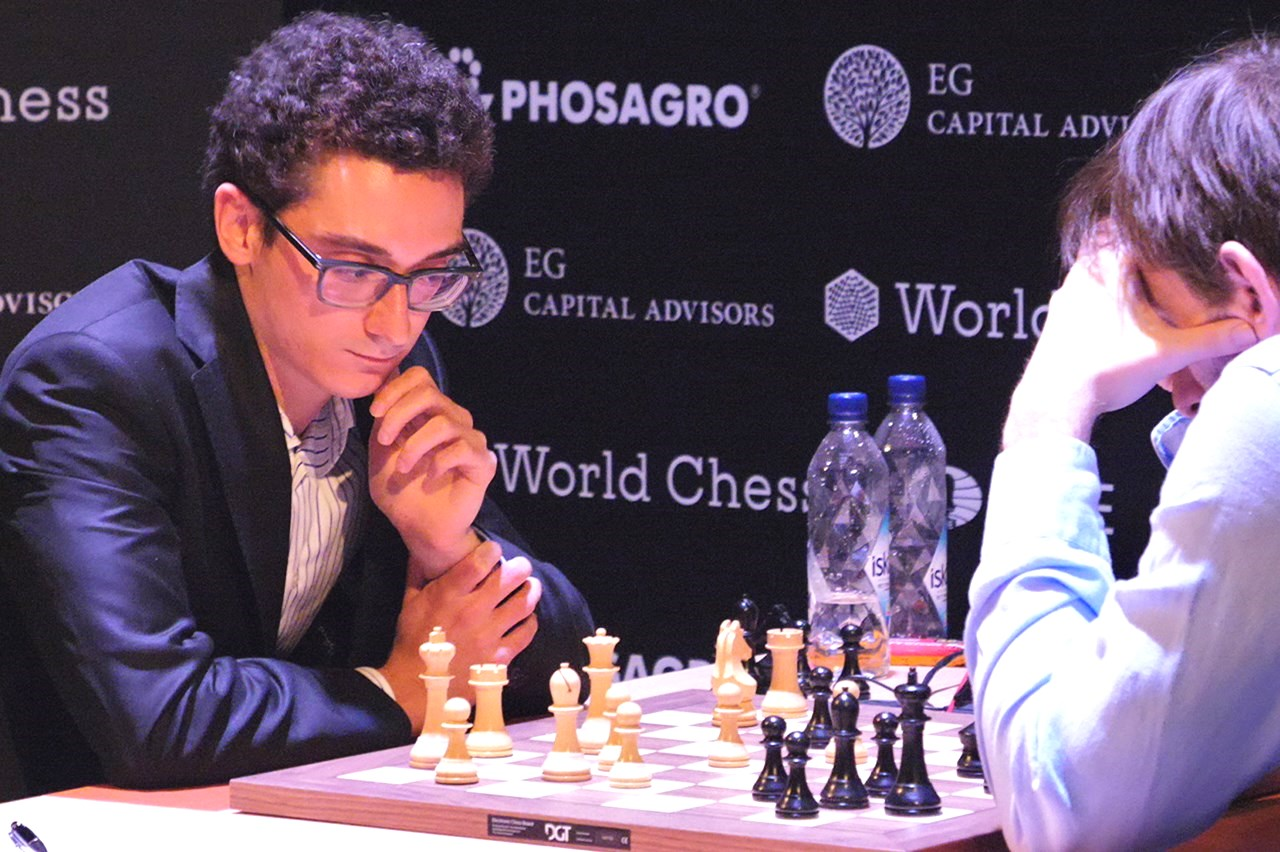
Der bereits nach der Hinrunde führende Caruana am 6. Spieltag bei der remisierten Erstbegegnung mit Grischtschuk.

„Nach zweieinhalb Wochen Weltklasseschach in Berlin bezweifelte niemand, dass der Sieg von Fabiano Caruana verdient war“, hieß es im Tagesspiegel, und mit Blick auf die Schlussrunde: „In einem klugen, geduldig agierenden Spiel bezwang der 25-Jährige nach mehr als sechs Stunden den Russen Alexander Grischtschuk. Erneut zeigte Caruana Nervenstärke und überzeugte mit einem tiefen Verständnis für die unterschiedlichen Positionen.“ Damit sei ein dramatisches und zum Teil hochklassiges Turnier zu Ende gegangen, über das man in der Schachwelt noch lange reden werde: „Angriffslust, Kombinationsgabe und Nervenstärke zeichneten es aus.“
Ähnlich urteilte die Neue Zürcher Zeitung über Caruanas Erfolg: Mit Schwarz habe er sich gegen Grischtschuk souverän verteidigt und Möglichkeiten geschaffen, falls nötig auf Gewinn zu spielen. „Als es soweit war und ein Remis gereicht hätte, wollte er, wie weiland Magnus Carlsen, plötzlich mehr: Mit gnadenloser Effizienz setzte er den Kampf fort und krönte nach 69 Zügen den hochverdienten Turniererfolg mit dem fünften Sieg.“ Er sei nach einhelligem Urteil der Beobachter unter den acht Kandidaten derjenige, den der norwegische Weltmeister am meisten zu fürchten habe, schreibt der Tagesspiegel und erinnert daran, dass Caruana beim Sinquefield Cup 2014 in St. Louis mit drei Punkten Vorsprung vor Carlsen gewann und dabei mit der Elo-Zahl 3103 die höchste je gemessene Turnierleistung vollbrachte.
Für Karjakin, den Carlsen-Herausforderer von 2016, der die erste Runde gegen Məmmədyarov und die vierte gegen Aronjan jeweils mit den weißen Steinen verlor, begann die späte Aufholjagd erst in der 7. Runde mit dem ersten Sieg gegen Wesley So. Einen „psychologischen Big Point“ landete er laut Spiegel Online in Runde neun, als er einen starken Angriff von Kramnik abwehrte und die Partie gewann. Auf dieser Grundlage konnte er später Caruana, indem er ihn ausmanövrierte, sogar noch einmal kurzzeitig die Führung abnehmen.

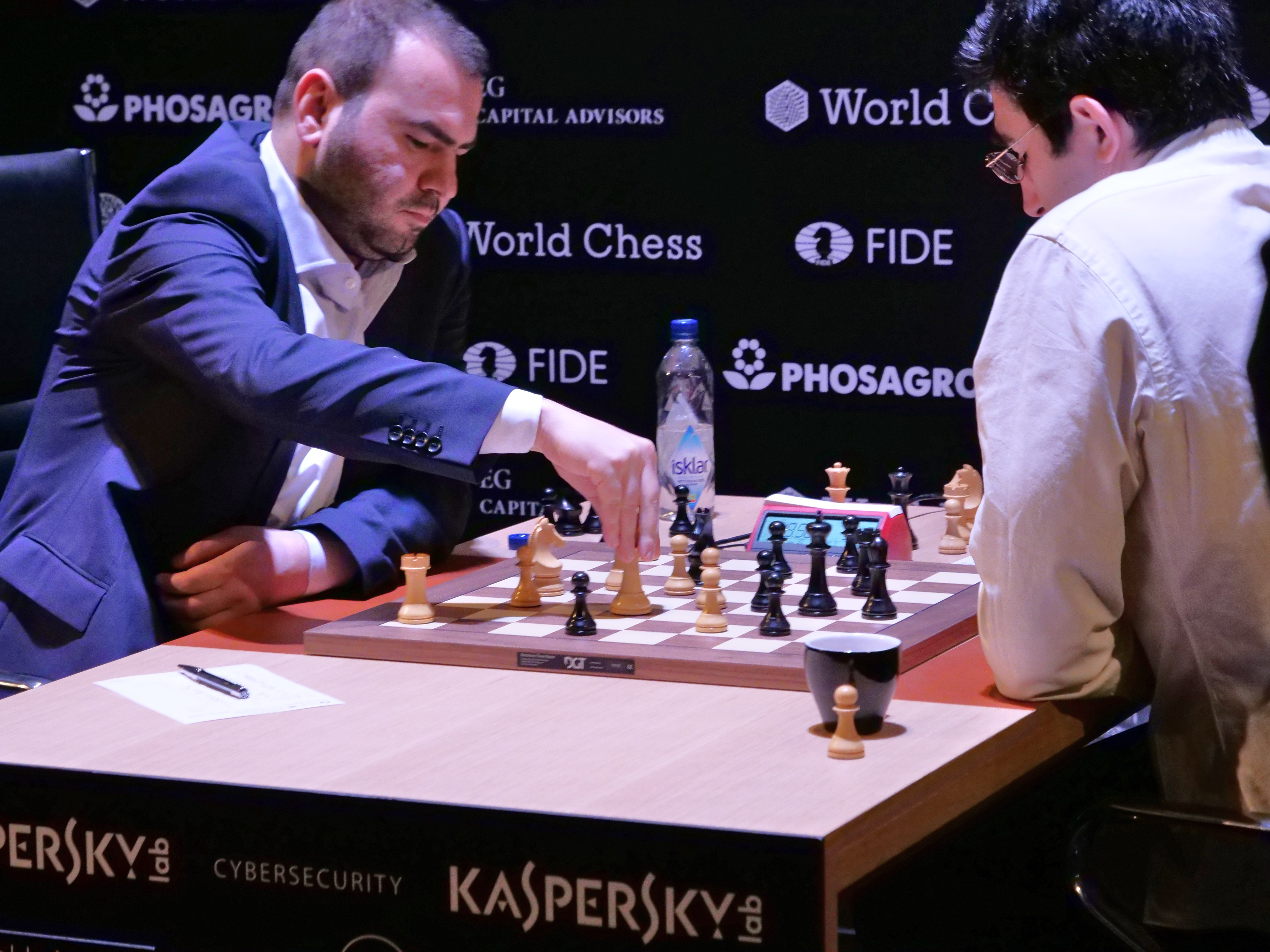
Məmmədyarov (li.) bezwingt Kramnik in der 6. Runde.

Das spektakulärste Spiel zeigte aus Sicht des Tagesspiegels Kramnik, der neuerdings nahezu jede Partie auf Sieg anlege, nachdem er früher stets rational und solide agiert habe. Nach prächtigem Start sei er in der vierten Runde gegen Caruana in einer „wilden Partie“, die sich für beide Seiten als wegweisend erwiesen habe, schließlich übermütig geworden und habe nach ausgeschlagenem Remisangebot in Zeitnot grob patzend verloren. Letztlich waren seine Ergebnisse zu wechselhaft für eine Platzierung weiter vorn. Für den im Vorfeld als Mitfavoriten gehandelten Aronjan zahlten sich Initiative und Risikobereitschaft am Brett allerdings in diesem Turnier noch weniger aus: Er landete schließlich am Tabellenende. Kampfgeist und Zähigkeit in einer Reihe langwieriger Partien bewies der dreifache Blitzschach-Weltmeister Grischtschuk, der bis zur vorletzten Runde um den Gesamtsieg mitkonkurrierte.

## Austragungsort Berlin im Zeichen Emanuel Laskers

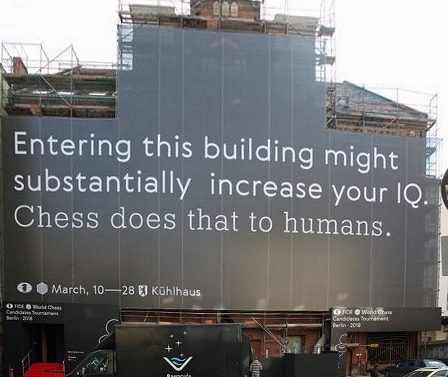
Kühlhaus Berlin (2018)

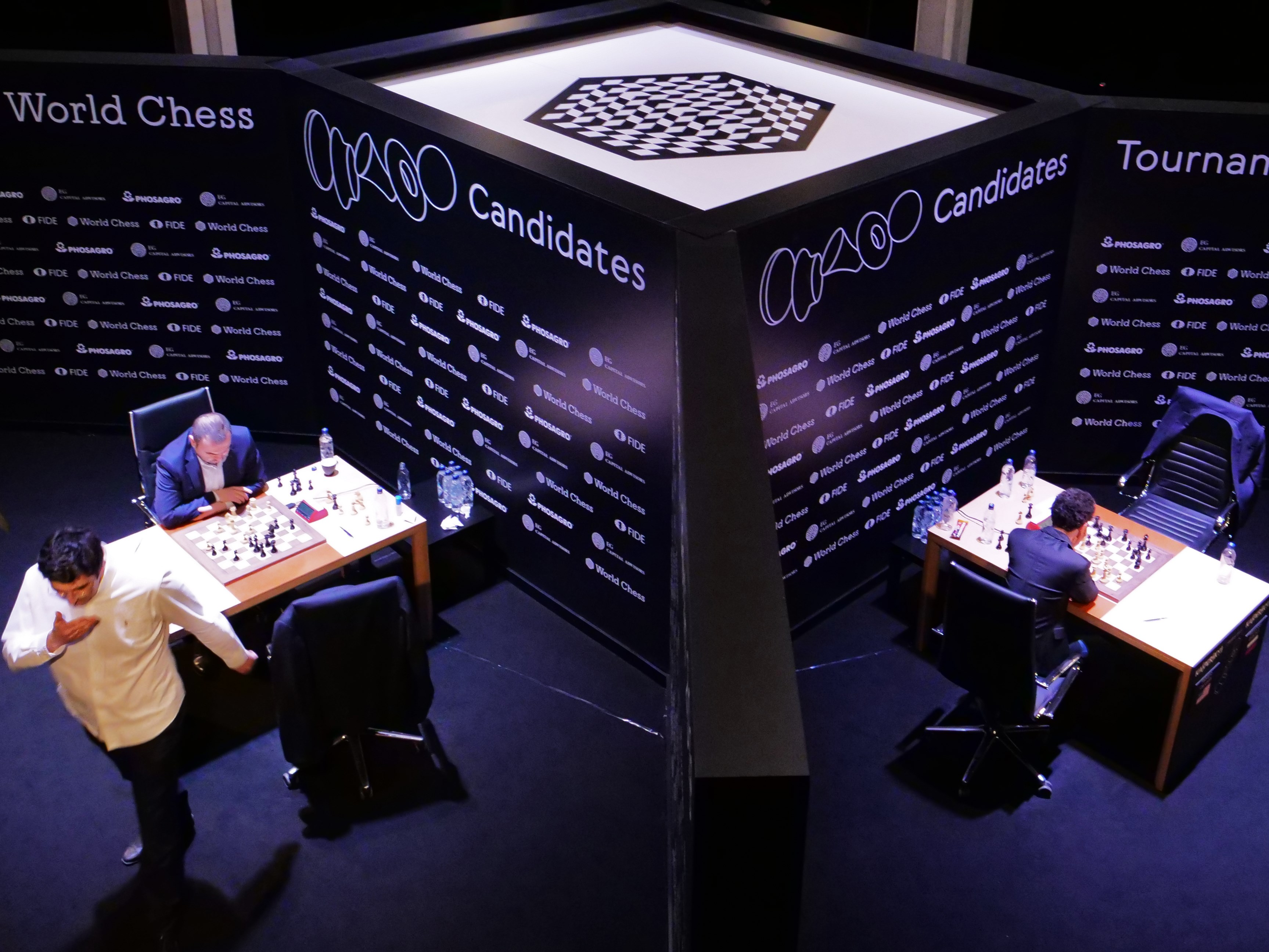
Umlaufende Zuschauerperspektive oberhalb der Austragungsebene: links Məmmədyarov (sitzend) und Kramnik, rechts Caruana bei der Partie gegen Grischtschuk in der 6. Runde

Die Vergabe des Kandidatenturniers 2018 nach Berlin kann auch als Würdigung des Rekordweltmeisters Emanuel Lasker gelten, dessen 150. Geburtstag in diesem Jahr begangen wird. 1910 trug Lasker zwei Titelkämpfe (gegen Schlechter und gegen Janowski) in Berlin aus, das mit der Berliner Schachgesellschaft auch den ältesten noch existierenden deutschen Schachverein beheimatet. Das Veranstaltungspublikum konnte 2018 dem Geschehen auf mehreren Stockwerken des Kühlhauses gemäß abgestuften Ticketpreisen beiwohnen. In der ersten Turnierwoche wurden laut Tagesspiegel pro Tag rund 200 Tickets an ein überwiegend männliches Publikum verkauft.
Kritik an dem von der FIDE beauftragten Veranstalter World Chess by Agon Limited kam von Seiten der Turnierteilnehmer, die über die ihnen während des Wettkampfs zur Verfügung stehende Sanitäranlage in der täglichen Pressekonferenz witzelten. Vom „Charme der Improvisation“ sprachen laut Tagesspiegel dagegen die Organisatoren: Das Kühlhaus sei cool, hipp, futuristisch, die Spieler könnten sich wie Rockstars fühlen. Die nach außen und nach oben offenen vier Spielstätten der acht Kandidaten wurden von diesen als geräuschanfällig wahrgenommen.
Die gezeigten Leistungen waren laut Süddeutscher Zeitung gleichwohl bemerkenswert: „Die stundenlange Kopfarbeit ohne Tageslicht scheint die Großmeister durchaus zu beflügeln. So spektakulär und kämpferisch wie bisher im Kühlhaus ging es bei früheren Kandidatenturnieren selten zur Sache.“ Im Tagesspiegel hieß es vor den letzten vier Runden des Turniers: „Die Experten überschlagen sich förmlich mit Lob. Abenteuerlich, wild aufregend, dramatisch, innovativ, eine große Schlacht: Es sind spannungsreiche Herzschlagpartien, die das Turnier prägen.“

## Preisgeld

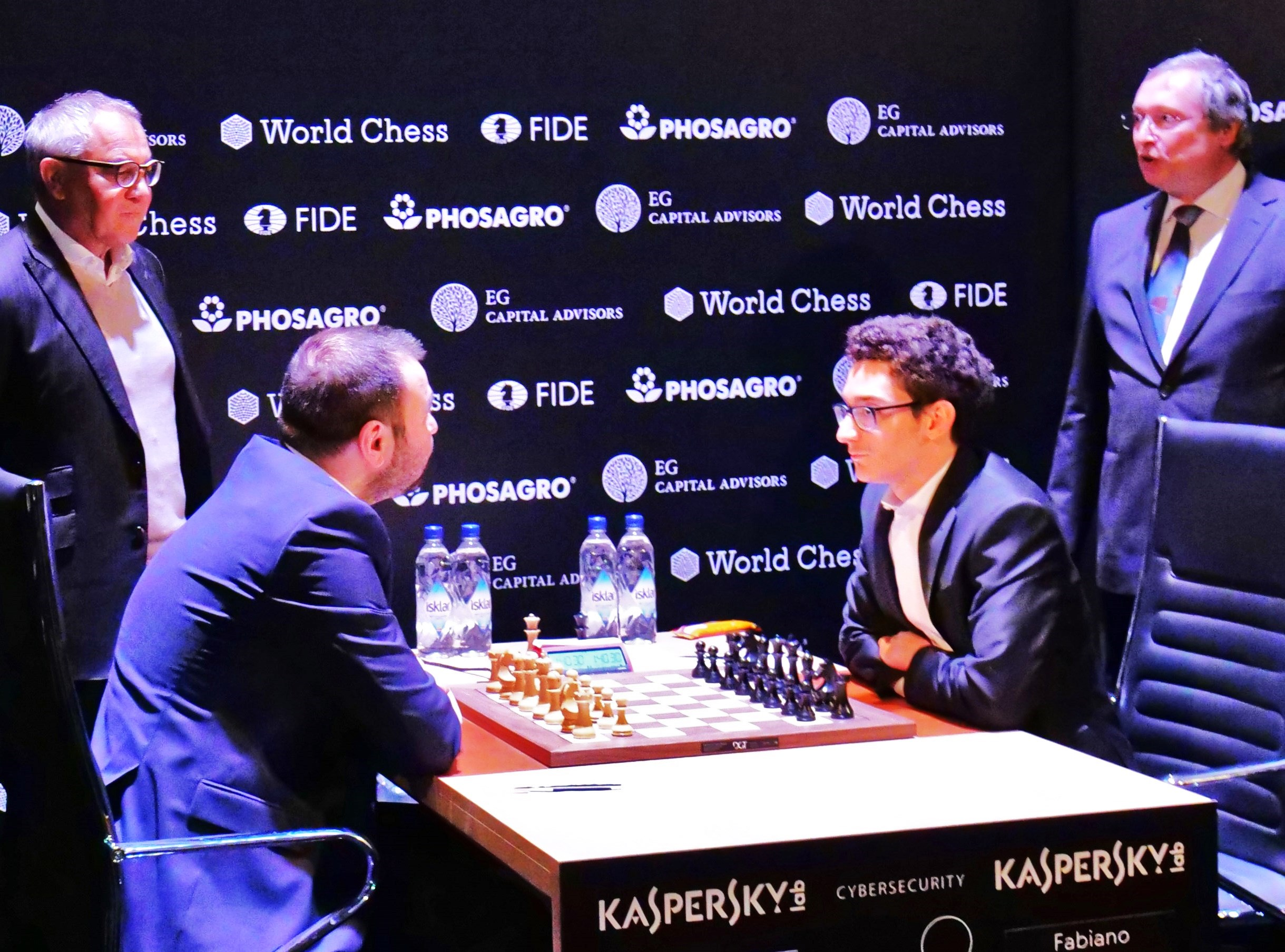
Erst- und Zweitplatzierter mit Hauptschiedsrichter Klaus Deventer (re.) und Felix Magath (li.), der zur Eröffnung der 10. Runde für Məmmədyarov den ersten Zug ausführte

Das Preisgeld bei diesem Turnier betrug insgesamt 420.000 € und wurde wie folgt aufgeteilt:
|           | Preisgeld | Empfänger              |
| --------- | --------- | ---------------------- |
| 1. Platz  | 95.000 €  | Fabiano Caruana        |
| 2. Platz  | 88.000 €  | Şəhriyar Məmmədyarov   |
| 3. Platz  | 75.000 €  | Sergei Karjakin        |
| 4. Platz  | 55.000 €  | Ding Liren             |
| 5. Platz  | 40.000 €  | Wladimir Kramnik       |
| 6. Platz  | 28.000 €  | Alexander Grischtschuk |
| 7. Platz  | 22.000 €  | Wesley So              |
| 8. Platz  | 17.000 €  | Lewon Aronjan          |
| Insgesamt | 420.000 € |                        |